# Ivano Pezzuto
Ivano Pezzuto (Lecce, 13 febbraio 1984) è un arbitro di calcio italiano.

## Carriera
Svolge la professione di impiegato di banca.
Nato a Lecce nel 1984, matura la decisione di intraprendere la carriera arbitrale nel 1999, all'età di 15 anni. Si iscrive al corso arbitri superando poi l'esame e diventando dunque arbitro effettivo presso la sezione della sua città il 24 aprile 1999.
In meno di tre anni scala tutte le categorie provinciali, approdando nel 2001 a quelle regionali pugliesi. Raggiunge nel 2007 la CAI (Commissione Arbitri Interregionale) e il traguardo della Commissione Arbitri Nazionale nel 2008, quando viene promosso in Serie D, dove arbitrerà per tre anni. Nell'estate del 2011 è promosso in Lega Pro.
Dopo ulteriori tre anni nella prima categoria del calcio professionistico, conclusisi con la direzione di alcune gare valide per i play-off di categoria per la stagione sportiva 2013-2014, il 1º luglio del 2014 diviene arbitro della CAN B ed esordisce nella serie cadetta il 30 agosto dello stesso anno, dirigendo la gara Avellino-Pro Vercelli terminata 1-0.
Dopo 18 presenze collezionate in serie cadetta, il direttore di gara salentino riesce ad approdare anche nella massima serie nazionale, arbitrando il 2 maggio 2015 Sassuolo-Palermo (0-0) al Mapei Stadium di Reggio Emilia, affiancato anche dall'internazionale Nicola Rizzoli come addizionale.
Prima di esordire nella massima serie aveva già partecipato ad alcune gare di Serie A come arbitro addizionale e ad oggi vanta una presenza come direttore di gara in Serie A appartenendo alla CAN B. È stato vicepresidente della propria sezione dal 2010 al 2012 e nella stagione sportiva 2017-2018.
Al termine della stagione 2019-2020 vanta 3 presenze in Serie A.
Il 1º settembre 2020 viene inserito nell'organico della CAN A-B, nata dall’accorpamento di CAN A e CAN B: dirige, dunque, partite di Serie A e Serie B. Nella stagione 2020-2021 viene designato per 5 partite del massimo campionato e per 9 in cadetteria.
Al termine della stagione 2022/23 vanta 20 presenze in Serie A.
Nell'ambito di una collaborazione tra l'AIA e la Federazione Cipriota, il 16/09/2023 dirige AEL Limassol-Omonia Nicosia e il 17/09/2023 è VAR in Karmiotissa-Anorthosis, entrambe gare del massimo campionato di Cipro.